# Charles J. Guiteau
Charles Julius Guiteau (Freeport, 8 settembre 1841 – Washington, 30 giugno 1882) è stato un avvocato e criminale statunitense.
Il 2 luglio 1881 ferì mortalmente il presidente statunitense James A. Garfield.

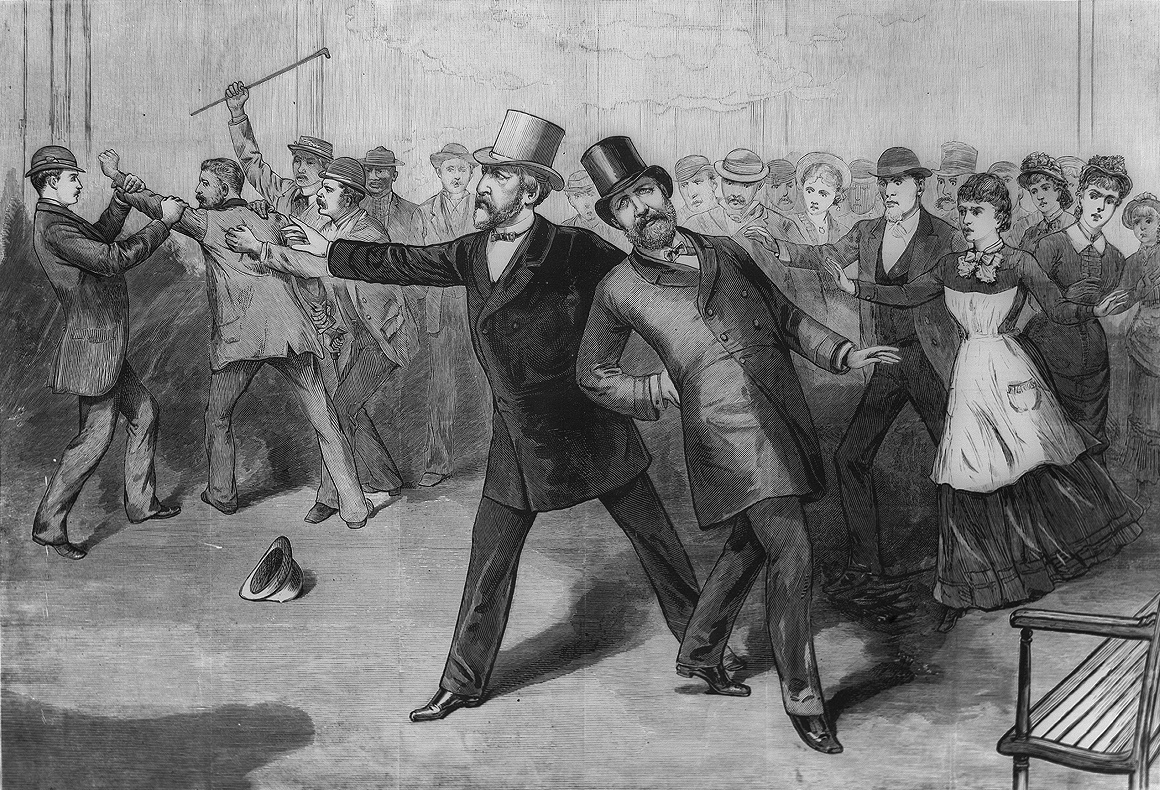
Un disegno dell'assassinio di James A. Garfield, pubblicato nel Frank Leslie's Illustrated Newspaper, il primo giornale illustrato americano. La didascalia recitava: "Washington - L'attacco alla vita del presidente - Scena nel bagno delle donne del deposito ferroviario di Baltimora e Ohio - L'arresto dell'assassino / dagli schizzi dei nostri artisti speciali A. Berghaus e C. Upham. "Il presidente Garfield è al centro destra, piegato dopo essere stato colpito. È sostenuto dal Segretario di Stato James G. Blaine che indossa un cappello a cilindro di colore chiaro. A sinistra, l'assassino Charles Guiteau è trattenuto da alcune persone della folla, una delle quali sta per colpirlo con un bastone.

## Biografia
Nato a Freeport, nell'Illinois, era il quarto dei sei figli di Luther Wilson Guiteau e Jane Howe. Nel 1850 si trasferì a Ulao, nel Wisconsin, dove visse con la famiglia fino al 1855, anno in cui sua madre morì. Poco dopo Guiteau e suo padre tornarono a Freeport.
È noto per aver ferito a morte il 2 luglio 1881 il presidente statunitense James A. Garfield, che morì in seguito alle ferite riportate, il 19 settembre dello stesso anno. Guiteau credeva falsamente di aver giocato un ruolo importante nella vittoria di Garfield, per cui considerava che avrebbe dovuto essere ricompensato con la carica di console. Fu così offeso dal rifiuto dell'amministrazione Garfield a soddisfare le sue domande di incarico a Vienna o a Parigi che decise di uccidere il presidente, e gli sparò nella stazione ferroviaria di Baltimore e Potomac, a Washington.
Come delineato, le ragioni dell'attentato sono attribuite al fatto che Guiteau aveva chiesto al Segretario di Stato, James Blaine, di essere nominato console degli Stati Uniti a Parigi, ma ciò gli era stato negato. Guiteau inoltre si attendeva una ricompensa per un comizio a favore di Garfield che diceva di aver tenuto in campagna elettorale, a suo parere determinante per l'elezione. È accertato che aveva scritto il discorso, ma non ci sono prove che lo avesse pronunciato in pubblico. Inoltre, se ciò avvenne, è improbabile che fosse stato determinante per l'elezione. Vistasi respinta la richiesta, Guiteau insistette ancora, ma Blaine gli vietò di tornare alla Casa Bianca.
Considerandosi tradito, Guiteau acquistò una pistola Webley Bulldog calibro 44, si esercitò nell'usarla e pedinò il presidente per settimane, aspettando l'occasione. Subito dopo l'assassinio (sparò quattro colpi, due dei quali a segno), Guiteau disse più volte: «Sono uno stalwart degli stalwart! L'ho fatto io e voglio essere arrestato! Ora Arthur è presidente!» (gli stalwart erano una corrente del Partito Repubblicano, particolarmente favorevole alla nomina a cariche pubbliche di attivisti di partito). Ciò fece nascere il sospetto, rivelatosi infondato, che il vicepresidente Chester Arthur o suoi sostenitori fossero coinvolti nell'assassinio di Garfield..
Garfield morì due mesi dopo per le infezioni derivate dalle ferite. Nel gennaio 1882 Guiteau fu condannato a morte per il crimine e impiccato cinque mesi dopo, esattamente due giorni prima dell'anniversario del suo crimine. Il suo corpo venne poi consegnato alla scienza presso il National Museum of Health and Medicine di Washington.